# Sint Johannes de Doperkerk (Leeuwarden)
De Sint-Johannes de Doperkerk is een voormalig rooms-katholiek kerkgebouw in Leeuwarden in de Nederlandse provincie Friesland. De kerk en pastorie zijn rijksmonumenten.

## Geschiedenis
De kerk was gewijd aan Johannes de Doper. De kerk uit 1934 is gebouwd naar ontwerp van H.P.J. de Vries. De twee zadeldaktorens zijn van ongelijke hoogte. In de toren hing een klok uit 1949 ter vervanging van een in de Tweede Wereldoorlog door de bezetter gevorderde klok. Deze klok hangt sinds 2007 in de Sint-Bonifatiuskerk. De glas in loodramen zijn van Joep Nicolas. Het orgel uit 1941, een ongewijzigde representant van de Orgelbewegung, is gebouwd door L. Verschueren.
De kerk werd in 2004 buiten gebruik gesteld. In 2007/2008 is het pand inwendig verbouwd, waarbij er vele elementen bewaard zijn gebleven, met respect voor het pand.
Sinds 2008 is de naam van het pand Business Centre Johannes de Doper en is er een bedrijvencentrum in gevestigd. Het pand is onderdeel van de WaterCampus en huist diverse bedrijven, gespecialiseerd op het gebied van water en watertechnologie. 

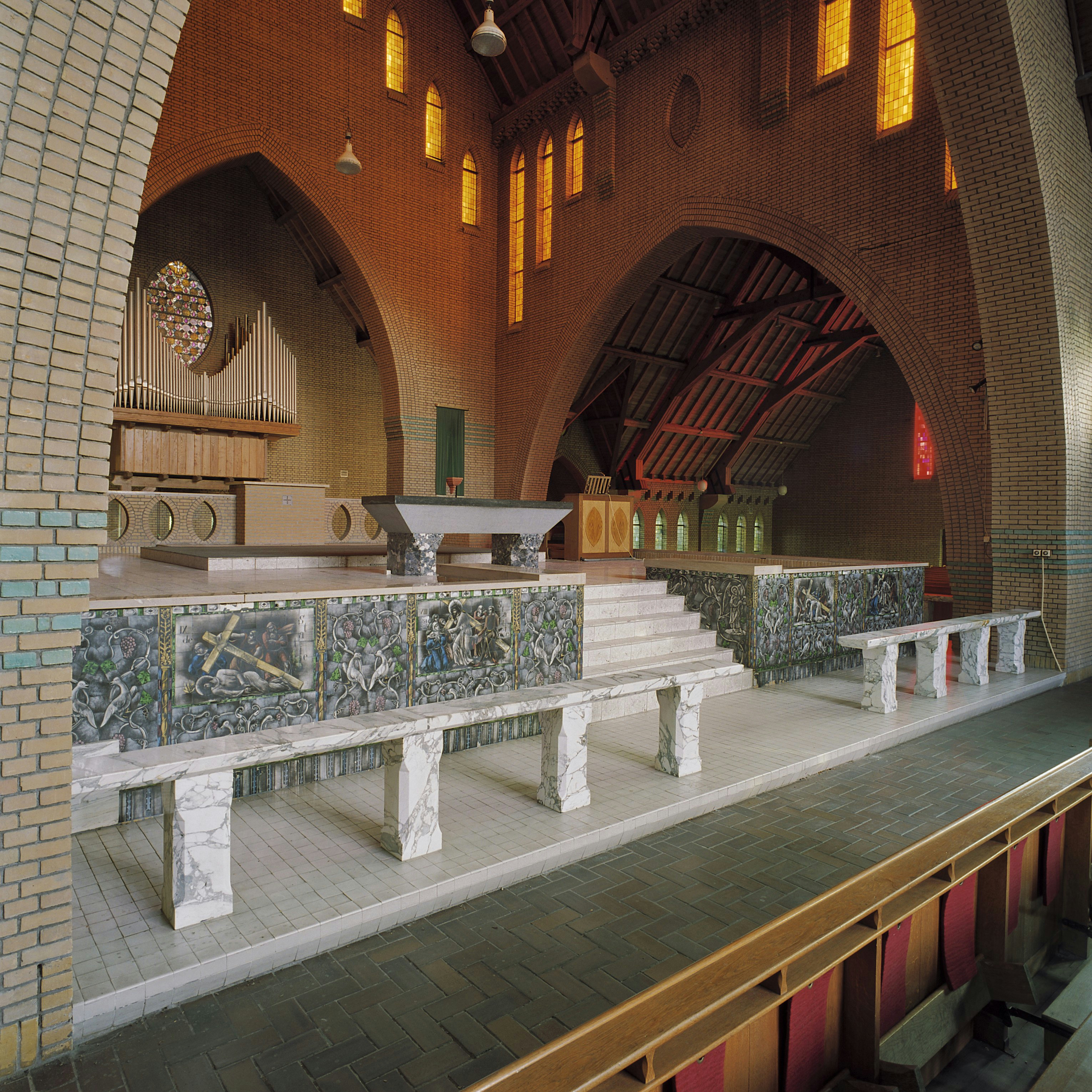
Interieur met tegeltableaux
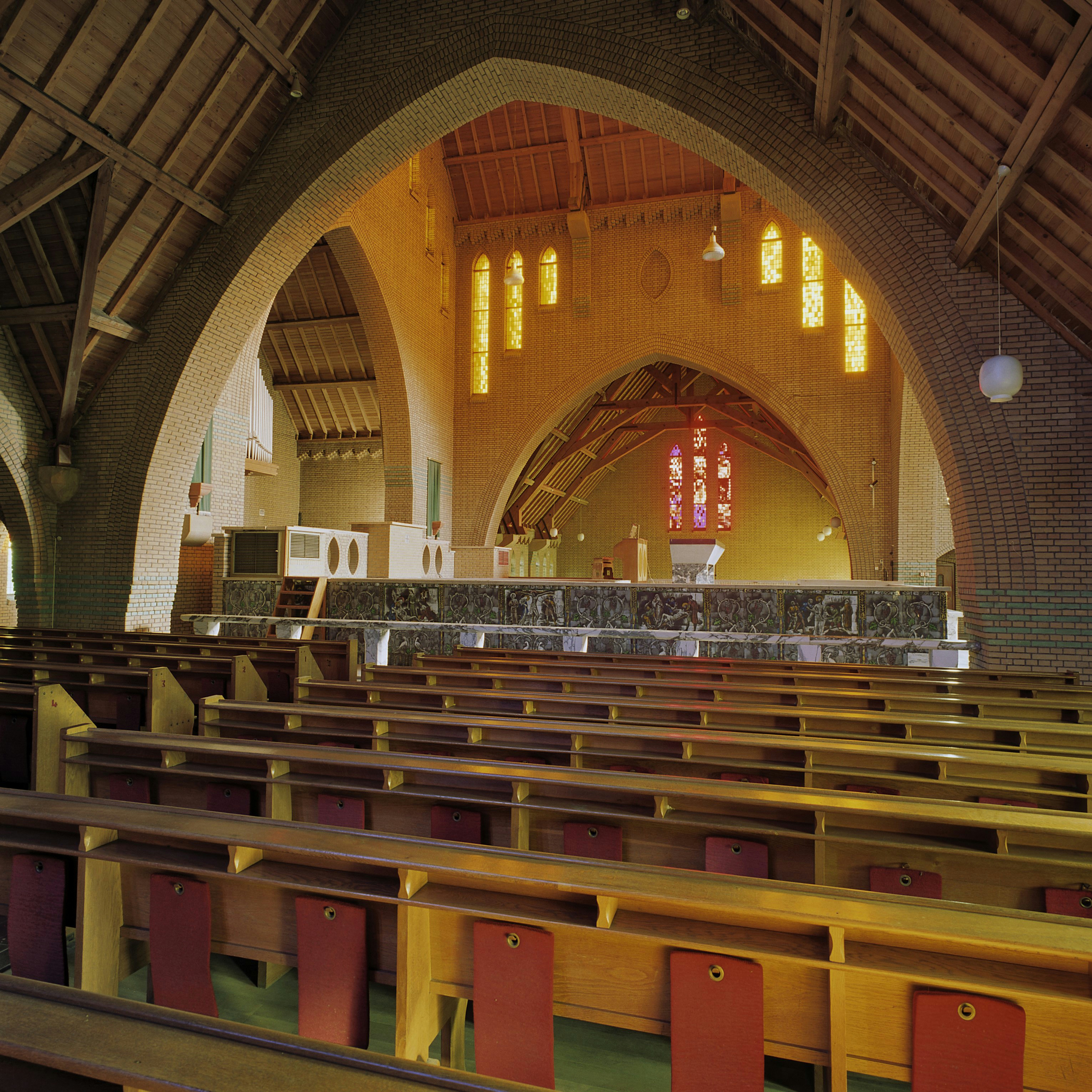
Interieur (2005)
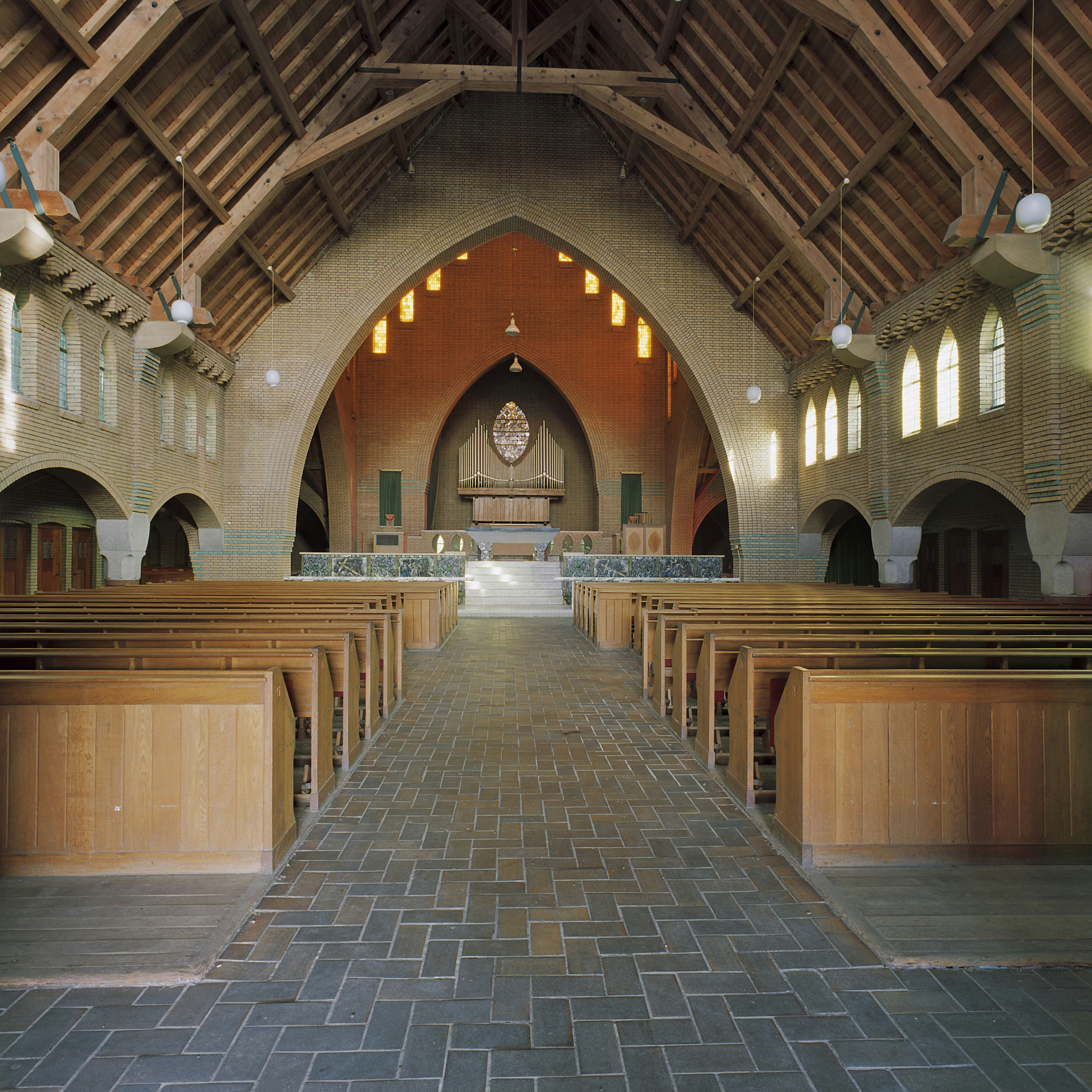
Interieur